# Света Лавра
Светата Лавра (на гръцки: Αγία Λαύρα Καλαβρύτων) е гръцки православен манастир, разположен на 5 км югозападно от град Калаврита, Пелопонес. Той е посветен на Успение на Пресвета Богородица. Намира се в подножието на планината Веля. Основан е в 961 г., а на сегашното си местоположение – около 1689 г. Агия Лавра е един от най-старите манастири в Пелопонес, и същевременно е символ на раждането на съвременна независима Гърция.
Старият манастир е опожарен в 1585 г., според легендата – от турците. През 1600 г. манастирът е възстановен наново и изографисан до 1645 г. от зографа Анфимом. През 1689 г. манастирът е построен на настоящото си от игумена Евгениосе. Манастирът търпи големи изпитания през 1715 г., а през 1826 г. е изгорен от армията на Ибрахим паша. През 1828 г. е отново възстановен с издигнат в базилика с купол, но през 1844 г. е разрушен от земетресение. През 1850 г., след създаването на съвременното и независимо кралство Гърция, манастирът е изграден пак и отново.
Манастирът е известен най-вече с това, че на 20 март 1821 г. митрополит Герман Патренски освещава началото на въстанието, станало известно като гръцка война за независимост, и подготвено от Филики Етерия.  На 25 март 1821 г. пред знамето с образа на Успение Богородично полагат клетва въстаниците с думите „Елефтерия и танатос“ (свобода или смърт).
Днес манастирът е исторически музей, в която се съхраняват редица ценни предмети от средновековната и османска история на Пелопонес и Гърция.